# Joshua Hall
Joshua Hall (* 22. Oktober 1768 in Lewes, Delaware Colony; † 25. Dezember 1862) war ein US-amerikanischer Politiker und 1830 Gouverneur von Maine.

## Lebenslauf
Joshua Hall besuchte die örtlichen Schulen seiner Heimat in Delaware. Nach der Schule betätigte er sich als Prediger der Methodistenkirche. Von 1814 bis 1819 war er mehrfach Abgeordneter im Landesparlament von Massachusetts.
Nach der Entstehung des neuen US-Bundesstaates Maine war er dort politisch aktiv. Im Jahr 1830 war er Abgeordneter und Präsident im Repräsentantenhaus von Maine. Nachdem der amtierende Gouverneur Enoch Lincoln im Amt verstorben war, übernahm der Senatspräsident Nathan Cutler verfassungsmäßig das Amt des Gouverneurs. Dessen Amtszeit als Senatspräsident lief im Januar 1830 ab. Die restliche Amtszeit des Gouverneurs bis zum 9. Februar 1830 musste dann von Joshua Hall beendet werden. Nach dem Ende seiner kurzen Gouverneurszeit zog sich Hall aus der Politik zurück und wurde wieder als Prediger tätig. Er starb am 25. Dezember 1862.